# Eusebio Cano Pinto
Eusebio Cano Pinto (La Aldea del Puente, municipi de Valdepolo, província de Lleó, 17 d'agost de 1940) és un periodista, escriptor i polític espanyol. Es llicencià en Ciències de la Informació a la Universitat Complutense de Madrid i va obtenir el diplomat superior de l'Escola d'Alts Estudis en Ciències Socials de París. Després de cinc anys va tornar a Espanya, es llicencià en filosofia a la Universitat de Salamanca i treballà a la redacció del diari de Càceres.
Membre del PSOE, en fou nomenat secretari general de la província de Càceres, de la que en fou elegit diputat a les eleccions generals espanyoles de 1979 i 1982. Durant aquesta legislatura fou membre provisional de la Junta d'Extremadura i secretari segon de la Comissió de Cultura del Congrés dels Diputats.
Posteriorment fou elegit diputat a les eleccions al Parlament Europeu de 1987 i 1989. De 1989 a 1994 fou vicepresident de la Comissió de Relacions Econòmiques Exteriors del Parlament Europeu.

## Obres
- El Carnaval de Estrasburgo (2002) ISBN 9788476716700.
- Crónica de mi propia muerte (2003) ISBN 9788460766179
- La Clínica (2007) ISBN 9788476719602